# Copley-érem
A Copley-érem a Royal Society legrégibb és legmagasabb kitüntetése. Az első díjat 1731-ben osztották ki.
A díjat Sir Godfrey Copley hozta létre 1709-ben, akit 1691-ben választott köreibe a Társaság. A díj az érem és 100 font volt.
A díjat a tudomány legtöbb területén elért jelentős felfedezésért oda lehet ítélni annak, aki a Társaság tagja. Az érem ezüst és aranyozott, és mellé jár még 15000 font.

## Jutalmazottak

### 1700-as évek
- 1731: Stephen Gray
- 1732: Stephen Gray
- 1733: Nem osztották ki
- 1734: John Theophilus Desaguliers
- 1735: Nem osztották ki
- 1736: John Theophilus Desaguliers
- 1737: John Belchier
- 1738: James Valoue
- 1739: Stephen Hales
- 1740: Alexander Stuart
- 1741: John Theophilus Desaguliers
- 1742: Christopher Middleton
- 1743: Abraham Trembley
- 1744: Henry Baker
- 1745: William Watson
- 1746: Benjamin Robins
- 1747: Gowin Knight
- 1748: James Bradley
- 1749: John Harrison
- 1750: George Edwards
- 1751: John Canton
- 1752: John Pringle
- 1753: Benjamin Franklin
- 1754: William Lewis
- 1755: John Huxham
- 1756: Nem osztották ki
- 1757: Lord Charles Cavendish[1]
- 1758: John Dollond
- 1759: John Smeaton
- 1760: Benjamin Wilson
- 1761: Nem osztották ki
- 1762: Nem osztották ki
- 1763: Nem osztották ki
- 1764: John Canton
- 1765: Nem osztották ki
- 1766: William Brownrigg, Edward Delaval és Henry Cavendish
- 1767: John Ellis
- 1768: Peter Woulfe
- 1769: William Hewson
- 1770: William Hamilton
- 1771: Matthew Raper
- 1772: Joseph Priestley
- 1773: John Walsh (tudós)
- 1774: Nem osztották ki
- 1775: Nevil Maskelyne
- 1776: James Cook
- 1777: John Mudge
- 1778: Charles Hutton
- 1779: Nem osztották ki
- 1780: Samuel Vince
- 1781: William Herschel
- 1782: Richard Kirwan
- 1783: John Goodricke; Thomas Hutchins
- 1784: Edward Waring
- 1785: William Roy
- 1786: Nem osztották ki
- 1787: John Hunter
- 1788: Charles Blagden
- 1789: William Morgan
- 1790: Nem osztották ki
- 1791: James Rennell; Jean-André Deluc (John Andrew de Luc)
- 1792: Benjamin Thompson, Count of Rumford
- 1793: Nem osztották ki
- 1794: Alessandro Volta
- 1795: Jesse Ramsden
- 1796: George Atwood
- 1797: Nem osztották ki
- 1798: George Shuckburgh-Evelyn; Charles Hatchett
- 1799: John Hellins

### 1800-as évek
- 1800: Edward Howard
- 1801: Astley Paston Cooper
- 1802: William Hyde Wollaston
- 1803: Richard Chenevix
- 1804: Smithson Tennant
- 1805: Humphry Davy
- 1806: Thomas Andrew Knight
- 1807: Everard Home
- 1808: William Henry
- 1809: Edward Troughton
- 1810: Nem osztották ki
- 1811: Benjamin Collins Brodie
- 1812: Nem osztották ki
- 1813: William Thomas Brande
- 1814: James Ivory
- 1815: David Brewster
- 1816: Nem osztották ki
- 1817: Henry Kater
- 1818: Robert Seppings
- 1819: Nem osztották ki
- 1820: Hans Christian Ørsted
- 1821: Edward Sabine; John Herschel
- 1822: William Buckland
- 1823: John Pond
- 1824: John Brinkley
- 1825: François Arago; Peter Barlow
- 1826: James South
- 1827: William Prout; Henry Foster
- 1828: Nem osztották ki
- 1829: Nem osztották ki
- 1830: Nem osztották ki
- 1831: George Biddell Airy
- 1832: Michael Faraday; Simeon Poisson
- 1833: Nem osztották ki
- 1834: Giovanni Plana
- 1835: William Snow Harris
- 1836: Jöns Jakob Berzelius; Francis Kiernan
- 1837: Antoine César Becquerel; John Frederic Daniell
- 1838: Carl Friedrich Gauss; Michael Faraday
- 1839: Robert Brown
- 1840: Justus Liebig; Jacques Charles François Sturm
- 1841: Georg Simon Ohm
- 1842: James MacCullagh
- 1843: Jean Baptiste Dumas
- 1844: Carlo Matteucci
- 1845: Theodor Schwann
- 1846: Urbain Le Verrier
- 1847: John Herschel
- 1848: John Couch Adams
- 1849: Roderick Murchison
- 1850: Peter Andreas Hansen
- 1851: Richard Owen
- 1852: Alexander von Humboldt
- 1853: Heinrich Wilhelm Dove
- 1854: Johannes Peter Müller
- 1855: Léon Foucault
- 1856: Henri Milne-Edwards
- 1857: Michel-Eugène Chevreul
- 1858: Charles Lyell
- 1859: Wilhelm Weber
- 1860: Robert Wilhelm Bunsen
- 1861: Louis Agassiz
- 1862: Thomas Graham
- 1863: Adam Sedgwick
- 1864: Charles Darwin
- 1865: Michel Chasles
- 1866: Julius Plücker
- 1867: Karl Ernst von Baer
- 1868: Charles Wheatstone
- 1869: Henri Victor Regnault
- 1870: James Prescott Joule
- 1871: Julius Robert von Mayer
- 1872: Friedrich Woehler
- 1873: Hermann Ludwig von Helmholtz
- 1874: Louis Pasteur
- 1875: August Wilhelm von Hofmann
- 1876: Claude Bernard
- 1877: James Dwight Dana
- 1878: Jean Baptiste Boussingault
- 1879: Rudolf Clausius
- 1880: James Joseph Sylvester
- 1881: Charles-Adolphe Wurtz
- 1882: Arthur Cayley
- 1883: Lord Kelvin
- 1884: Carl Ludwig
- 1885: August Kekulé
- 1886: Franz Ernst Neumann
- 1887: Joseph Dalton Hooker
- 1888: Thomas Henry Huxley
- 1889: George Salmon
- 1890: Simon Newcomb
- 1891: Stanislao Cannizzaro
- 1892: Rudolf Virchow
- 1893: George Gabriel Stokes
- 1894: Edward Frankland
- 1895: Karl Weierstrass
- 1896: Karl Gegenbaur
- 1897: Albert von Kolliker
- 1898: William Huggins
- 1899: Lord Rayleigh

### 1900-as évek
- 1900: Marcellin Berthelot
- 1901: Willard Gibbs
- 1902: Lord Lister
- 1903: Eduard Suess
- 1904: William Crookes
- 1905: Dmitrij Mengyelejev
- 1906: Elias Metchnikoff
- 1907: Albert A. Michelson
- 1908: Alfred Russel Wallace
- 1909: George William Hill
- 1910: Francis Galton
- 1911: George Howard Darwin
- 1912: Felix Klein
- 1913: Ray Lankester
- 1914: Joseph John Thomson
- 1915: Ivan Pavlov
- 1916: James Dewar
- 1917: Emile Roux
- 1918: Hendrik Lorentz
- 1919: William Bayliss
- 1920: Horace Brown
- 1921: Joseph Larmor
- 1922: Ernest Rutherford
- 1923: Horace Lamb
- 1924: Edward Albert Sharpey-Schafer
- 1925: Albert Einstein
- 1926: Frederick Hopkins
- 1927: Charles Sherrington
- 1928: Charles Algernon Parsons
- 1929: Max Planck
- 1930: William Henry Bragg
- 1931: Arthur Schuster
- 1932: George Ellery Hale
- 1933: Theobald Smith
- 1934: John Scott Haldane
- 1935: Charles Thomson Rees Wilson
- 1936: Arthur Evans
- 1937: Henry Dale
- 1938: Niels Bohr
- 1939: Thomas Hunt Morgan
- 1940: Paul Langevin
- 1941: Thomas Lewis
- 1942: Robert Robinson
- 1943: Joseph Barcroft
- 1944: Geoffrey Ingram Taylor
- 1945: Oswald Theodore Avery
- 1946: Edgar Douglas Adrian
- 1947: Godfrey Harold Hardy
- 1948: Archibald Hill
- 1949: Hevesy György
- 1950: James Chadwick
- 1951: David Keilin
- 1952: Paul Dirac
- 1953: Albert Kluyver
- 1954: Edmund Whittaker
- 1955: Ronald Fisher
- 1956: Patrick Blackett
- 1957: Howard Florey
- 1958: John Edensor Littlewood
- 1959: Frank Macfarlane Burnet
- 1960: Harold Jeffreys
- 1961: Hans Krebs
- 1962: Cyril Norman Hinshelwood
- 1963: Paul Fildes
- 1964: Sydney Chapman
- 1965: Alan Hodgkin
- 1966: William Lawrence Bragg
- 1967: Bernard Katz
- 1968: Tadeus Reichstein
- 1969: Peter Medawar
- 1970: Alexander Todd
- 1971: Norman Pirie
- 1972: Nevill Mott
- 1973: Andrew Huxley
- 1974: William Vallance Douglas Hodge
- 1975: Francis Crick
- 1976: Dorothy Hodgkin
- 1977: Frederick Sanger
- 1978: Robert Woodward
- 1979: Max Perutz
- 1980: Derek Harold Richard Barton
- 1981: Peter D. Mitchell
- 1982: John Cornforth
- 1983: Rodney Porter
- 1984: Subrahmanyan Chandrasekhar
- 1985: Aaron Klug
- 1986: Rudolph Peierls
- 1987: Robert Hill
- 1988: Michael Atiyah
- 1989: Cesar Milstein
- 1990: Abdus Salam
- 1991: Sydney Brenner
- 1992: George Porter
- 1993: James D. Watson
- 1994: Charles Frankk
- 1995: Frank Fenner
- 1996: Alan Cottrell
- 1997: Hugh Huxley
- 1998: James Lighthill
- 1999: John Maynard Smith

### 2000-es évek
- 2000: Alan Battersby
- 2001: Jacques Miller
- 2002: John Pople
- 2003: John Gurdon
- 2004: Harold Kroto
- 2005: Paul Nurse
- 2006: Stephen Hawking
- 2007: Robert May
- 2008: Roger Penrose
- 2009: Martin Evans
- 2010: David Cox, Tomas Lindahl
- 2011: Dan McKenzie
- 2012: John Ernest Walker
- 2013: Andre Geim
- 2014: Alec Jeffreys
- 2015: Peter Higgs
- 2016: Richard Henderson
- 2017: Andrew Wiles
- 2018: Jeffrey I. Gordon
- 2019: John Goodenough
- 2020: Alan Fersht
- 2021: Jocelyn Bell Burnell
- 2022: Oxford-AstraZeneca Vakcina Csapat
- 2023: Martin Rees
- 2024: Gregory Winter

Megjegyzés: 2010-ben kettő érmet adtak át, így ünnepelve a Társaság 350. évfordulóját.